# Glenn Dubin
Pour les articles homonymes, voir Dubin.
Glenn Dubin, né le 13 avril 1957 à New York, est un financier et philanthrope américain. Il dirige le Highbridge Capital Management. Il a été mis en cause dans l'affaire Epstein.

## Biographie
Glenn Russell Dubin est né dans une famille de la classe moyenne juive, dans le quartier de  Washington Heights du haut de Manhattan. Il est le fils aîné de Harvey et Edith Dubin. Son père Harvey (1926–2011), un Juif russe, était chauffeur de taxi  qui travailla plus tard dans la fabrication de vêtements. Sa mère Edith Dubin (1928–2019) était une immigrante juive autrichienne qui travaillait comme administratrice d'hôpital.
En 1994, Dubin a épousé le Dr Eva Andersson et le couple a trois enfants (deux filles et un fils) . Il a d'abord vu Eva sur la page six du New York Post sur une photo de mannequin.
Les Dubin vivent à Manhattan et possèdent une propriété dans le comté de Gunnison, au Colorado, ainsi qu'en Suède.

### Affaire Epstein
En août 2019, des documents non scellés ont révélé des liens entre Dubin et Jeffrey Epstein, y compris des allégations d'implication dans son réseau d'abus sexuels. L'ancien directeur de maison des Dubin, Rinaldo Rizzo, a décrit une rencontre en 2005 chez les Dubin avec une fille de 15 ans employée comme nounou. Rizzo a déclaré que la fille, qui tremblait et pleurait, lui avait dit qu'elle avait subi des pressions de Ghislaine Maxwell pour avoir des relations sexuelles avec Epstein, Maxwell prenant son passeport lorsqu'elle refusait. Un mois après son arrivée à son emploi, selon The Daily Beast, les Dubin ont emmené la fille avec eux en Suède, où elle a été déposée dans un aéroport 
. Les documents judiciaires non scellés provenaient d'un procès intenté en 2015 contre Maxwell par Virginia Roberts Giuffre qui a nommé plusieurs personnes comme participants au programme de trafic sexuel d'Epstein, qui incluait Glenn Dubin comme l'un des hommes avec lesquels Epstein et Maxwell l'ont forcée à avoir des relations sexuelles.[pas clair]
En septembre 2020 le procureur général des British Virgin Islands a cité à comparaitre Dubin  dans le cadre de leur enquête sur Jeffrey Epstein,,.